# Victor Wagner
Victor Wagner (Porto Alegre, 30 de junio de 1959) es un actor brasileño de telenovelas.
Trabajó en telenovelas en la señal SBT y en Rede Manchete, donde su personaje más conocido fue el comendador João Fernandes, en la telenovela Xica da Silva. Posó muchas veces desnudo para la revista G Magazine.

## Filmografía
- La cavale des fous (1993)
- Bocage - O triunfo do amor (1997)
- Histórias do olhar (2002)
- La femme dans la chambre (2005)

## Televisión

### Telenovelas
- Fina Estampa (Octavio Victoriense) (Rede Globo) (2011)
- Os Mutantes (Rei Adamastor) (Rede Record) (2008)
- Cristal (padre Ángelo de Jesus) (SBT) (2006)
- Pícara Sonhadora (José) (SBT) (2001)
- Rastignac ou les ambitieux (2001)
- Les misérables (2000)
- Brida (Edmilson) (Rede Manchete) (1998)
- Mandacaru (Tirana) (Rede Manchete) (1997)
- Xica da Silva (comendador João Fernandes) (Rede Manchete) (1996)
- Tocaia Grande (coronel Felipe Sampaio) (Rede Manchete) (1995)

### Series y especiales
- Línea Direta (episodio: Mengele) (Mengele) (Rede Globo) (2005)